# Charles Pierrepont (2e comte Manvers)
Charles Herbert Pierrepont, 2e comte Manvers (11 août 1778 - 27 octobre 1860) est un noble et officier de marine anglais, deuxième fils de Charles Pierrepont (1er comte Manvers).

## Carrière navale
Il entre dans la Royal Navy comme aspirant et devient Lieutenant de vaisseau le 10 mars 1797. Le 11 août de la même année, il commande le Kingfisher, un brick équipé de 18 canons de six livres et d'un effectif de 120 hommes. Il capture le Lynx de 10 canons et 70 hommes, ainsi que:
- Le 15 septembre 1797, le corsaire français Espoir, composé de 2 canons et de 39 hommes.
- Le 8 janvier 1798, à l'ouest des Burlings, le Betsey, un navire corsaire français de 16 canons et de 118 hommes, qui se rendit avec 9 hommes tués et blessés, tandis que Kingsfisher n'avait qu'un seul homme blessé.
- Le 26 mai 1798, au large de Vigo, le corsaire espagnol Avantivia Ferrolina, muni d'un équipage de 26 hommes et de quatre émerillons

Il est promu capitaine du Spartiate Vaisseau de 74 canons le 24 décembre 1798 et Kingfisher est repris par son ancien premier lieutenant, Frederick Maitland. Il rentre en Angleterre en juillet 1799. Il est par la suite affecté à la frégate French frigate (Dédaigneuse) de 40 canons, mais démissionne de son commandement à la suite du décès de son frère aîné Evelyn, en octobre 1801. Il prend officiellement sa retraite de la marine en 1803 .

## Carrière politique
Il reprend le siège de son frère de député du Nottinghamshire et devient lieutenant adjoint du comté en 1803. En 1806, son père est créé comte Manvers, et Charles est alors titré vicomte Newark. Il reste député jusqu'en 1816, date à laquelle il remplace son père comme comte.

## Famille
Il épouse Mary Laetitia, fille aînée d'Anthony Hardolph Eyre de Grove Hall, Nottinghamshire (1784-1860), en 1804. Ils ont quatre enfants:
- Charles Evelyn Pierrepont, vicomte de Newark (1805-1850), député d'East Retford, 1830-1835.
- Sydney Pierrepont (3e comte Manvers) (1826-1900)
- Mary Frances Pierrepont (décédée en 1905), mariée à Edward Christopher Egerton en 1845
- Annora Charlotte Pierrepont (décédée en 1888), mariée à Charles Watkin Williams-Wynn en 1853

En 1843, il fait construire Birley Spa, un établissement de bains publics situé dans le quartier de Hackenthorpe (en) à Sheffield.